# Uvaria grandiflora
Uvaria grandiflora là loài thực vật có hoa thuộc họ Na. Loài này được Roxb. miêu tả khoa học đầu tiên năm 1824.